# 雌狐 (DC漫畫)
雌狐（英語：Vixen）是由格里·康威（Gerry Conway）和鮑伯·奧克斯納（Bob Oksner）創作的漫畫人物和超級英雄。

## 人物背景
雌狐本名玛丽·基维·麦克比（Mari Jiwe McCabe），出生于非洲赞比亚，为了躲避叔叔的追杀，从小就逃到了美国，改名为玛丽·麦克比（Mari McCabe），长大后成为了一名时装模特；她是擁有坦圖圖騰的超級英雄，這使她能夠駕馭動物的精神。她擁有喚起過去或現在任何動物的力量和能力。她最初出現在DC漫畫出版的《動作漫畫》521期（1981年7月）中，是DC漫画公司的第一位黑人女性超级英雄。

## 其他媒體
- 綠箭宇宙
  - 《雌狐》：網路動畫，「雌狐」玛丽·麦克比由梅格琳·艾琪昆沃克（英语：Megalyn Echikunwoke）配音。
  - 《綠箭俠》：真人電視劇，玛丽·麦克比由艾琪昆沃克飾演。
  - 《自由戰士：射線（英语：Freedom Fighters: The Ray）》：網路動畫，玛丽·麦克比由艾琪昆沃克配音。
  - 《明日傳奇》：真人電視劇，由麥茜·理查德森·塞勒斯飾演「雌狐」阿瑪亞·基維，阿瑪亞是玛丽·麦克比的祖母。
    - 第二季美國正義協會成員「雌狐」阿瑪亞·基維因為男友時俠被謀殺而潛入小隊報仇，後加入時間小隊一同對抗末日軍團。第三季為打敗時間惡魔使用贊比西的圖騰之力，進而改變時間線，讓未來兩位雌狐玛丽·麦克比及Kuasa共用一個精神圖騰，隨後為不影響時間線離開小隊回到過去與內特·海伍德分手。

## 外部連結
- World of Black Heroes: Vixen Biography